# Березняковский сельский совет (Хорольский район)
Березняковский сельский совет (укр. Березняківська сільська рада) — упразднённая административная единица в составе
Хорольского района
Полтавской области
Украины.
Административный центр сельского совета находился в 
с. Березняки.

## Населённые пункты совета
- с. Березняки